# Julius Dinder
Julius Dinder (ur. 9 marca 1830 w Reszlu, zm. 30 maja 1890 w Poznaniu) – niemiecki duchowny rzymskokatolicki, arcybiskup metropolita gnieźnieński i poznański oraz prymas Polski w latach 1886–1890.

## Życiorys
Urodził się w Reszlu w rodzinie krawca. Tam ukończył miejscowe progimnazjum z bardzo dobrymi ocenami. Następnie kształcił się w gimnazjum w Braniewie. Teologii uczył się w Lyceum Hosianum, również w Braniewie. 8 czerwca 1856 otrzymał święcenia kapłańskie i został wikariuszem w Biskupcu, a następnie proboszczem w Gryźlinach. Pracując wśród warmińskich katolików, z których większość była Polakami, w pewnym stopniu opanował język polski. W 1868 został proboszczem w jednej z królewieckich parafii. Następnie został powołany na dziekana dekanatu sambijskiego oraz honorowego kanonika warmińskiego.
27 lutego 1886 został niespodziewanie, jako pierwszy od średniowiecza nie-Polak, powołany na urzędy arcybiskupa metropolity gnieźnieńskiego i poznańskiego. Nominację tę zawdzięczał kanclerzowi Ottonowi von Bismarckowi, który sprzeciwiał się obsadzeniu tych archidiecezji Polakami, oraz uległości papieża Leona XIII, który postanowił nie zaostrzać konfliktu z Cesarstwem Niemieckim.
W planach Bismarcka Dinder miał stać się jego współpracownikiem w dziele germanizacji. W rzeczywistości postawa arcybiskupa była pełna sprzeczności. Musiał godzić oczekiwania wrogo nastawionego do katolików kanclerza ze zdecydowaną postawą wiernych i duchowieństwa obu diecezji. Z jednej strony wprowadził do obu kapituł kilku niemieckich duchownych, a w 1887 nie sprzeciwił się usunięciu z religii języka polskiego, z drugiej zaś na swojego biskupa pomocniczego w Gnieźnie powołał Józefa Cybichowskiego, a na wikariuszy generalnych Edwarda Likowskiego w Poznaniu i Jana Korytkowskiego w Gnieźnie. Starał się także o cofnięcie represji z okresu kulturkampfu, odtwarzając oba konsystorze i odzyskując majątki oraz archiwa obu archidiecezji.
„Kurier Poznański” napisał we wspomnieniu pośmiertnym: „wszystko, co zrobił, tchnęło w pierwszej linii poczuciem sprawiedliwości i pewnej życzliwości, która jednała mu serca i umysły”.